# Pandemija COVID-19 na Kosovu
Pandemija COVID-19 dosegla je Kosovo 13. ožujka 2020. godine s potvrđena prva dva slučaja, 77-godišnjaka iz Vitine i Talijanke u ranim 20-ima, koja je radila s Klinom s kosovskim Caritasom. Vlada Kosova odlučila je staviti u karantenu i blokirati ulaze i izlaze ova dva grada. Od 6. siječnja 2021. na Kosovu je 50.405 potvrđenih slučajeva i 1.305 smrtnih slučajeva. Oko 26 slučajeva je ozbiljno, a preko 39 000 ljudi se oporavilo. Od 26. prosinca 2020. na Kosovu je testirano 178.178 osoba na COVID-19.
Zaraženih u općinama
| Općina                | Zaraženi | Umrli | Oporavljeni | Aktivni |
| --------------------- | -------- | ----- | ----------- | ------- |
| Priština              | 19,336   | 175   | 14,109      | 5,052   |
| Gnjilane              | 3,024    | 84    | 2,497       | 443     |
| Kosovo Polje          | 2,395    | 31    | 1,739       | 625     |
| Uroševac              | 2,355    | 77    | 1,986       | 292     |
| Kosovska Mitrovica    | 2,261    | 66    | 1,616       | 579     |
| Podujevo              | 2,088    | 45    | 1,424       | 619     |
| Peć                   | 2,064    | 77    | 1,642       | 346     |
| Đakovica              | 2,015    | 95    | 1,708       | 212     |
| Prizren               | 1,991    | 136   | 1,400       | 455     |
| Vushtrri              | 1,657    | 46    | 1,333       | 278     |
| Lipljan               | 1,332    | 24    | 887         | 421     |
| Glogovac              | 1,040    | 39    | 646         | 355     |
| Vitina                | 952      | 40    | 808         | 104     |
| Obilić                | 755      | 16    | 553         | 186     |
| Suva Reka             | 712      | 48    | 466         | 198     |
| Srbica                | 685      | 18    | 564         | 103     |
| Mališevo              | 555      | 32    | 385         | 138     |
| Kosovska Kamenica     | 553      | 34    | 388         | 131     |
| Dečani                | 532      | 13    | 451         | 68      |
| Klina                 | 508      | 29    | 376         | 103     |
| Orahovac              | 495      | 45    | 357         | 93      |
| Shtime                | 474      | 17    | 383         | 74      |
| Istok                 | 361      | 18    | 256         | 87      |
| Kačanik               | 290      | 11    | 241         | 38      |
| Dragaš                | 216      | 23    | 159         | 34      |
| Hani i Elezit         | 78       | 2     | 69          | 7       |
| Gračanica             | 71       | 1     | 39          | 31      |
| Novo Brdo             | 59       | 0     | 44          | 15      |
| Zubin Potok           | 57       | 2     | 42          | 13      |
| Mamushë               | 52       | 6     | 39          | 7       |
| Sjeverna Mitrovica    | 49       | 3     | 45          | 1       |
| Junik                 | 39       | 2     | 28          | 9       |
| Klokot                | 35       | 0     | 30          | 5       |
| Zvečan                | 34       | 1     | 29          | 4       |
| Leposavić             | 26       | 4     | 21          | 1       |
| Štrpce                | 16       | 2     | 10          | 4       |
| Ranilug               | 5        | 0     | 1           | 4       |
| Partes                | 2        | 0     | 2           | 0       |
| Ukupno                | 49,139   | 1,262 | 36,773      | 11,134  |
| Od 21. prosinca 2020. |          |       |             |         |

## Povijest

### Ožujak
- 14. ožujka potvrđen je treći slučaj, član obitelji 77-godišnjaka iz Vitine bio je pozitivan na koronavirus.[6] Istog dana potvrđena su još dva nova slučaja, 42-godišnjak iz Vitine i 37-godišnjakinja iz Mališeva.[7] Nakon što se pojavio prvi slučaj u Mališevu, premijer Albin Kurti odlučio je općinu staviti u karantenu.[8]
- 15. ožujka potvrđena su četiri nova slučaja koronavirusa, tri iz Mališeva i jedan iz sela Dumnica iz Podujeva.[9] Nakon pojave novih slučajeva, Ministarstvo zdravstva zatražilo je od vlade Kosova da proglasi izvanredno stanje javnog zdravstva.[10]
- U ranim satima 22. ožujka potvrđen je novi slučaj. 31-godišnjak iz sela Senik na Mališevu bio je pozitivan na koronavirus.[11] Istog dana potvrđena je prva smrt od koronavirusa.[12][13]
- 30. ožujka potvrđeno je 12 novih slučajeva koronavirusa, pet iz Mališeva, tri iz Kosova Polja, dva iz glavnog grada Kosova Prištine, jedan iz Mitrovice (kasnije potvrđen kao slučaj iz Sjeverne Mitrovice)[14] i jedan iz Kamenice i broj pozitivnih slučajeva popeo se na 106.[15]

### Travanj
- 2. travnja potvrđen je novi slučaj. Žena iz prizrenskog sela Koriša bila je pozitivna na koronavirus.[16] Ministarstvo zdravlja odlučilo je karantenu i blokirati ulaze u selo.[17]
- Dana 10. travnja potvrđena su 23 nova slučaja, što je ukupno dovelo do 250. Potvrđeno je 14 novih oporavka, što dovodi do ukupnog broja od 52.[18]
- 12. travnja potvrđeno je 79 novih pozitivnih slučajeva čime je ukupan broj porastao na 362. Potvrđen je jedan novi oporavak koji je ukupan broj iznosio 59.[19]
- 18. travnja potvrđeno je 30 novih pozitivnih slučajeva, što je ukupno dovelo do 510. Potvrđeno je devet oporavka dovodeći ukupno 93.[20]

### Svibanj
- 20. svibnja potvrđeno je 14 novih pozitivnih slučajeva, što je dovelo do ukupnog broja od 1003. Potvrđena su 3 oporavka, što dovodi do ukupnog broja od 772.[21]

### Srpanj
- 16. srpnja potvrđeno je šest novih smrtnih slučajeva s koronavirusom, čime je ukupan broj potvrđen na 118. Potvrđena su 132 nova pozitivna slučaja, što ukupno dovodi do 5.369. Potvrđena su 83 oporavka, što ukupno dovodi do 2.545.[22]

### Kolovoz
- 4. kolovoza potvrđeno je trinaest novih slučajeva smrti od koronavirusa, čime je ukupno potvrđeno 269. Potvrđeno je 225 novih pozitivnih slučajeva, što ukupno dovodi do 9.274. Potvrđeno je 201 oporavak, što je ukupno ukupno 5.190.[23]

### Rujan
- Dana 3. rujna potvrđeno je devet novih smrtnih slučajeva s koronavirusom, čime je ukupno potvrđeno 548. Potvrđeno je 78 novih pozitivnih slučajeva, što ukupno dovodi do 13.791. Potvrđeno je 190 oporavka, što dovodi do ukupno 10.130.[24]

## Utjecaj na politiku
18. ožujka, ministar unutarnjih poslova Agim Veliu smijenjen je zbog njegove potpore proglašenju izvanrednog stanja radi rješavanja pandemije koja bi dala moć Vijeću sigurnosti Kosova kojim je predsjedao predsjednik Kosova Hashim Thaçi. U noći na 25. ožujka kabinet Kurti srušen je prijedlogom za izglasavanje nepovjerenja koji je na skupštini pokrenuo vladajući partner.

## Statistika
|  | Grafovi su privremeno nedostupni zbog tehničkih poteškoća. |

|  | Grafovi su privremeno nedostupni zbog tehničkih poteškoća. |

|  | Grafovi su privremeno nedostupni zbog tehničkih poteškoća. |

|  | Grafovi su privremeno nedostupni zbog tehničkih poteškoća. |